# Antonio Rey (guitarrista)
Antonio Rey Navas (Madrid, España, 9 de marzo de 1981) es un guitarrista y compositor español de flamenco ganador de dos   Grammy Latino (2020 y 2024).
Asimismo ha sido ganador de otros premios a lo largo de su carrera como por ejemplo el Concurso Nacional de Arte Flamenco.
Ha compuesto y tocado junto artistas como Antonio Canales, la bailaora japonesa Yoko Komatsubara, Rafael Amargo, Richard Bona y Farruquito.

## Comienzos
Nacido en Madrid pero criado en Jerez de la Frontera (Provincia de Cádiz), empezó su carrera a la edad de diez años, acompañando a su padre, Tony Rey, por distintos tablaos de flamenco por México.
A los 18 años entró a formar parte de la compañía de Antonio Canales, y compuso la música para la obra Gallo de pelea del Nuevo Ballet Español.

## Premios
- 2003 ganó su primer premio en el Festival Internacional del Cante de las Minas en Murcia.[10]

- 2004 premio de guitarra en el Concurso Internacional de guitarra flamenca “Los Cernícalos de Jerez”.[8]

- 2008 premio de guitarra en el Concurso Internacional de guitarra flamenca Niño Ricardo de Murcia 2008.[8]

- 2010 ganó el Concurso Nacional de Arte Flamenco.[4]

- 2020 Grammy Latino en la categoría de mejor álbum de flamenco, por su último disco Flamenco sin fronteras.[11]

- 2024 Grammy Latino en la categoría de mejor álbum flamenco, por su último disco Historias de un flamenco.[3]

## Discografía
Discos de estudio:
- A través de ti (2007)
- Colores del Fuego (2011)
- Camino al Alma (2013)
- Dos Partes de Mí (2017)
- Flamenco sin fronteras (2020)
- Historias de un flamenco (2024)